# 멜람파이스과
멜람파이스과(Melamphaidae)는 금눈돔목에 속하는 조기어류과의 하나이다. 학명은 "검다"(black)라는 의미의 그리스어 "멜라노스"(melanos)와 "양쪽"(by both sides)을 의미하는 "암피"(amphi)의 합성어에서 유래했다. 이전에는 스테파노베리스목에 포함시켰으나 현재는 금눈돔목으로 분류한다. 5개 속에 약 37종으로 이루어져 있다. 전세계 바다에 분포하지만 북극해와 지중해에서는 발견되지 않는다.

## 하위 속
멜람파이스과는 다음과 같이 분류한다.
- Melamphaes
- Poromitra
- Scopeloberyx
- Scopelogadus
- Sio

## 계통 분류
2017년 현재, 금눈돔목의 계통 분류는 다음과 같다.

|  | 멜람파이스과 |
|  |              |
|  | 금눈돔과     |
|  |              |

|  | 론델레티아과                                                          |
|  |                                                                       |
|  | \| \| 바르보우리시아과 \| \| \| \| \| \| 스테파노베리스과 \| \| \| \| |
|  |                                                                       |
|  | 바르보우리시아과                                                      |
|  |                                                                       |
|  | 스테파노베리스과                                                      |
|  |                                                                       |

|  | 바르보우리시아과 |
|  |                  |
|  | 스테파노베리스과 |
|  |                  |

|  | 론델레티아과                                                          |
|  |                                                                       |
|  | \| \| 바르보우리시아과 \| \| \| \| \| \| 스테파노베리스과 \| \| \| \| |
|  |                                                                       |
|  | 바르보우리시아과                                                      |
|  |                                                                       |
|  | 스테파노베리스과                                                      |
|  |                                                                       |

|  | 바르보우리시아과 |
|  |                  |
|  | 스테파노베리스과 |
|  |                  |

|  | 멜람파이스과 |
|  |              |
|  | 금눈돔과     |
|  |              |

|  | 론델레티아과                                                          |
|  |                                                                       |
|  | \| \| 바르보우리시아과 \| \| \| \| \| \| 스테파노베리스과 \| \| \| \| |
|  |                                                                       |
|  | 바르보우리시아과                                                      |
|  |                                                                       |
|  | 스테파노베리스과                                                      |
|  |                                                                       |

|  | 바르보우리시아과 |
|  |                  |
|  | 스테파노베리스과 |
|  |                  |

|  | 론델레티아과                                                          |
|  |                                                                       |
|  | \| \| 바르보우리시아과 \| \| \| \| \| \| 스테파노베리스과 \| \| \| \| |
|  |                                                                       |
|  | 바르보우리시아과                                                      |
|  |                                                                       |
|  | 스테파노베리스과                                                      |
|  |                                                                       |

|  | 바르보우리시아과 |
|  |                  |
|  | 스테파노베리스과 |
|  |                  |